# Mariakapel (Bemmel)
Het monument ‘Onze Lieve Vrouw van de Bloeiende Betuwe’ in Bemmel (gemeente Lingewaard) is een uit bakstenen opgetrokken Mariakapel aan de Heuvelsestraat in Bemmel. Plaatselijk ook bekend als 'Kapel de Heuvel'.
De kapel is onthuld in 1946 en dient ook als oorlogsmonument, aangezien in deze omgeving in 1944 zwaar is gevochten. De kapel bevindt zich op het voormalige slagveld. Jaarlijks op 4 mei vindt hier een herdenking plaats.
Er kan een waxinelichtje worden opgestoken voor de oorlogsslachtoffers of overleden dierbaren.